# Paulin Gschwind

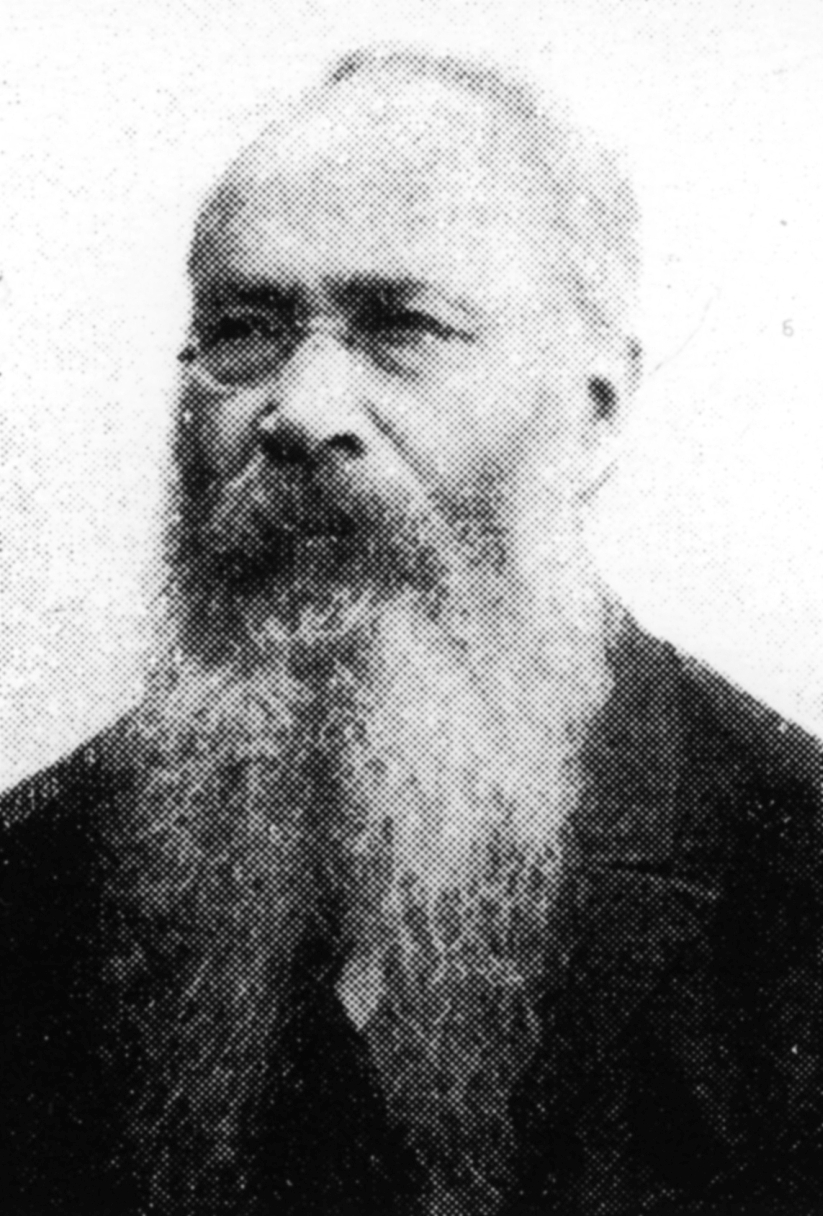
Paulin Gschwind

Paulin Gschwind (* 22. Dezember 1833 in Therwil; † 13. Oktober 1914 in Riehen) war ein Schweizer anfangs katholischer und später christkatholischer Geistlicher.

## Leben
Paulin Gschwind war der Sohn von Joseph Gschwind und dessen Ehefrau Anna (geb. Gschwind).
Er besuchte von 1850 bis 1857 die Klosterschule des Klosters Mariastein; von 1854 bis 1857 war er dort Novize.
Er studierte anschliessend bis 1860 Theologie an der Universität Tübingen sowie in München. Nach seinem Studium kehrte er in das Kloster Mariastein zurück und trennte sich vom Kloster, indem er nach einer Unterredung mit dem Abt Karl Schmid (1795–1867), das Skapulier zum Fenster hinaus in die Schlucht warf. Daraufhin besuchte er das Priesterseminar in Solothurn und wurde Weltpriester.
1861 wurde er in Solothurn zum Priester geweiht, worauf er Vikar in Olten wurde, bevor er von 1862 bis 1865 Pfarrverweser in Ramiswil war. Im Anschluss daran war er von 1865 bis 1889 Pfarrer in Starrkich-Dulliken in der Kirche St. Peter und Paul.
Von 1887 bis 1905 war er bischöflicher Vikar von Bischof Eduard Herzog und in dieser Zeit von 1889 bis 1905 Pfarrer in Kaiseraugst.
Als Religionslehrer war er an den Schulen in Therwil, Oberwil und Binningen und von 1905 bis 1914 in Bern tätig.
Paulin Gschwind war seit 1875 mit Rosina (verwitwete Zeller) (* 3. Februar 1841 in Biglen;  † 10. Mai 1904 in Kaiseraugst), Tochter des Wirts Johann Hofer und dessen Ehefrau Anna (geb. Moser), verheiratet. Sein Stiefsohn war der spätere Professor für Geografie und Völkerkunde mit Schwerpunkt Orient und Ostasien an der Universität Bern und Vizedirektor des Historischen Museums in Bern sowie Leiter des Alpinen Museums, Rudolf Zeller (1869–1940).

### Auseinandersetzung mit der katholischen Kirche
Als das Erste Vatikanische Konzil 1870 das Dogma der päpstlichen Unfehlbarkeit verkündete, beschlossen die sechs Kantone Aargau, Baselland, Bern, Luzern, Zug und Solothurn, die Unfehlbarkeitslehre auf ihrem Gebiet nicht zu veröffentlichen. Im Hirtenbrief des Bischofs Eugène Lachat, der in allen Kirchen verlesen werden sollte, waren aber die päpstlichen Konzilbeschlüsse enthalten; Paulin Gschwind liess diese beim Verlesen aber aus. Dazu trat er mit seiner Schrift Das vatikanische Konzil und die Priesterehe, erschienen unter dem Pseudonym Peregrinus, in Opposition zur römischen Kirche. Dies führte, nachdem bekannt wurde, dass er der Verfasser war, zu einem ständig schwelenden Konflikt mit dem bischöflichen Kanzler Josef Duret (1824–1911), der damit endete, dass er sich 1871 vor dem bischöflichen Ordinariat verantworten musste. Dort versprach er, nie in Predigten und öffentlichen Reden gegen diese Beschlüsse zu sprechen, als freier Mann werde er sie jedoch auch niemals akzeptieren. In der weiteren Entwicklung war erkennbar, dass es zu einer möglichen Amtsenthebung kommen könnte.
Weil die Kirchengemeinde ihn in seinem Amt schützte, wandte er sich an die Regierung in Solothurn und am 27. September 1872 trat der Solothurner Kantonsrat zusammen, um in der Angelegenheit Stellung zu nehmen. Mit 78:22 Stimmen genehmigte der Rat in diesem Sinne, dass dem Pfarrer Schutz gewährt werde, solange er nicht von der zuständigen Behörde, dem Stift von Schönenwerd, abgesetzt werde. Die Regierung in Solothurn erliess darauf ein Pfarrwahlgesetz, dass die (Wieder-)Wahl der Pfarrer in periodischen Abständen regelte.
Am 26. Oktober 1872 wurde er als Pfarrer wegen Nichtanerkennung des Infallibilitäts-Dogmen vom Bischof exkommuniziert und des Amtes enthoben, hierbei verstiess der Bischof jedoch gegen die Rechte der Gemeinde und des Staates. Als Reaktion auf die in der Folge gegen Pfarrer Gschwind ausgesprochene Exkommunikation, lehnte die Kirchgemeindeversammlung am 17. November 1872 die Papstdogmen mit 238:2 Stimmen ab.
Ende 1872 sollte ein Kapuziner an Stelle des exkommunizierten Pfarrers Paulin Gschwind Gottesdienst halten. Die Anhänger von Paulin Gschwind entfernten den Kapuziner mit Gewalt aus der Kirche. Dafür pflanzten sie ihrem Pfarrer einen Freiheitsbaum mit der Aufschrift Dem Pfarrer zum Schutz, dem Feinde zum Trutz! und Paulin Gschwind entschloss sich eine Christkatholische Kirche zu gründen.
So wurde Paulin Gschwind der erste christ-katholische Pfarrer und die Kirche von Starrkirch-Wil die erste Christkatholische Kirche der Schweiz; in den folgenden Jahrzehnten widmete er sich, mit Unterstützung des Schuhindustriellen Carl Franz Bally, deren Aufbau.
Nachdem der Basler Bischof Lachat, der in Solothurn residierte, von den Bistumskantonen, ohne die Stimmen von Luzern und Zug, wegen ungesetzlichen Verhaltens als Bischof von Basel abgesetzt und am 16. April 1873 aus dem Kanton Solothurn ausgewiesen wurde, entbrannte der Kulturkampf in der Schweiz.

### Schriftstellerisches Wirken
Er verfasste einige Schriften, die sich kritisch mit der römisch-katholischen Kirche auseinandersetzten, und redigierte ab 1873 die Katholischen Blätter, die Peter Dietschi gegründet hatte, und aus denen die Christkatholische Kirchenzeitung hervorging. Er veröffentlichte auch unter dem Pseudonym Der Wächter auf dem St. Ursenturm, das sich vermutlich auf den Turmwächter der St. Ursenkathedrale bezog. In seinen Schriften beschäftigte er sich unter anderem auch mit der Trennung zwischen Staat und religiösen Institutionen.

## Schriften (Auswahl)
- Das vatikanische Konzil und die Priesterehe. Bern 1870.
- Theologische Studien und Kritiken. Ein Beitrag zur kirchlichen Tagesgeschichte.  Bern 1870.
- Die kirchliche Reform und das erste Vatican-Concil.  Bern 1870.
- Appellation an die öffentliche Meinung gegen die jüngste Exkommunikation des Herrn Eugen Lachat nebst einem Anhange aus Aktenstücken.  Bern 1872.
- Der römische Geldmarkt. Mit einem Anhang: Habermus für Lachat-Düret. Bern 1873. (Pseudonym)
- Der klerikale Eidschwur und die römische Messproxis. Eine geistliche Gesundheitspille.  Bern 1874. (Pseudonym)
- Messbüchlein zum Gebrauch für alle Zeiten des Kirchenjahres. Olten 1874.
- Die Priesterehe und der Zölibatszwang. Aarau 1875.
- Die Freiheit und deren Knechtung durch Rom. Olten 1881.
- Paulin Gschwind; Adolf Gschwind: Religions- und Sittenlehre für die christliche Jugend. Bern 1881.
- Geschichte der Entstehung der christkatholischen Kirche der Schweiz. Bern 1904.
- Lebensbild der Frau Pfarrer Maria Rosina Gschwind. Lenzburg 1905.
- Peregrins Autobiographie. Zugleich eine auf amtlichen Akten, vielen Briefen und eigenen Erlebnissen beruhende Darstellung eines Stückes Kulturkampf. Bern 1907.
- Trennung von Staat und Kirche, aber nicht Trennung von Staat und Religion. Olten 1908.
- Das vatikanische Konzil und der Kulturkampf, die ersten christkatholischen Gemeinden, die Kirchenverfassung und das schweizerische Nationalbistum. Solothurn 1910.